# چارلز مک‌برنی

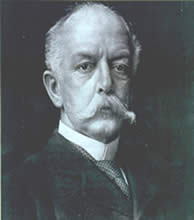
Charles McBurney

چارلز هبر مک‌برنی (به انگلیسی: Charles Heber McBurney) جراح آمریکایی (۱۹۱۳-۱۸۴۵) شهرتش را بیشتر به خاطر توصیف بالینی نقطه مک‌برنی در تشخیص آپاندیسیت کسب کرد.

## زندگی‌نامه
چارلز در ۱۷ فوریه ۱۸۴۵ در روکسبری، ماساچوست متولد گردید. در سال ۱۸۶۶ از دانشگاه هاروارد در رشته هنر فارغ‌التحصیل شد. و سپس در رشته پزشکی در دانشکده پزشکی دانشگا کلمبیا شروع به تحصیل کرد و در ۱۸۷۳ طبابت در نیویورک را شروع کرد. در سال ۱۸۸۰ به عنوان دستیار جراحی در بیمارستان بلوو شروع به تحصیل کرد و در سال ۱۸۸۸ به عنوان مسئول جراحان بیمارستان روزولت انتخاب شد. او در همین‌جا نتیجه تجربیات و پژوهشهایش را در زمینه تشخیص بالینی آپاندیسیت در جامعه جراحان نیویورک در سال ۱۸۸۹ گزارش داد. .
او نقطه مک‌برنی را به عنوان حساس‌ترین نقطه در آپاندیسیت در معاینه شکم معرفی کرد. او از سال ۱۸۸۹ تا ۱۹۰۷ به عنوان استاد جراحی مشغول به تدریس بود و تلاش‌هایش را برای درمان و مدیریت آپاندیسیت ادامه داد. ,  اگرچه برش جراحی آپاندیسیت پیش از آن توسط لوییس مک‌آرتور توصیف شده بود ولی این برش نیز به نام مک‌برنی معروف گردید. 
علاوه بر پژوهش‌هایش درباره آپاندیسیت او همچنین مقاله‌هایی در زمینه تنگی پیلور, و همچنین درمان دررفتگی شانه و شکستگی استخوان بازو ارائه داد., و سنگ صفرا. او همچنین روش استفاده از دستکش را در طی جراحی بهبود بخشید.
او همچنین ماهیگیری و شکار می‌کرد و در سال ۱۹۱۳ در جریان یکی از سفرهایش برای شکار درگذشت.
یکی از نوه‌هایش که هم‌نام اوست یکی از باستان‌شناسان معروف آمریکا به شمار می‌رود و نوهٔ بزرگش به نام سیمون مک‌برنی نویسنده و بازیگری شناخته‌شده در آمریکاست.